# Уошбърн (окръг, Уисконсин)
Окръг Уошбърн (на английски: Washburn County) е окръг в щата Уисконсин, Съединени американски щати. Площта му е 2209 km², а населението - 16 036 души (2000). Административен център е град Шел Лейк.